# Нілл Деннс
Нілл Деннс (англ. Neil Danns, нар. 23 листопада 1982, Ліверпуль) — гаянський футболіст, півзахисник англійського клубу «Транмер Роверз» та національної збірної Гаяни. Футбольну кар'єру розпочав 2000 року, тренуючись з «Блекберн Роверз», після чого грав за «Колчестер Юнайтед», «Бірмінгем Сіті», «Крістал Пелес», «Лестер Сіті», «Болтон Вондерерз» та «Бері». Став вільним агентом після виключення «Бері» з Футбольної ліги, у вересні 2019 року підписав контракт з «Транмер Роверз» до завершення сезону. 

## Клубна кар'єра

### Ранні роки
Футбольний шлях розпочинав у шкільних командах «Ліверпуля», провів два роки в Школі майстерності Ліллесгола при Футбольній асоціації. У 16-річному віці вирішив піти з «Ліверпуля» та підписав контракт на тренування з «Блекберн Роверз» «в умовах жорсткої конкуренції». Реалізував свій удар в серії післяматчевих пенальті, завдяки чому юнацька команда «Блекберна» обіграла «Ліверпуль» та дістатися до фіналу молодіжного кубку Англії 2000/01. У першому поєдинку фінального протистояння «Блекберн» з рахунком 0:5 поступився «Арсеналу», проте у матчі-відповіді Нілл вивів свою команду з капітанською пов'язкою та допоміг їй виграти поєдинок з рахунком 3:1.

### Виступи в першій команді «Блекберна» та оренди
Головний тренер «Роверз» Грем Сунес надав можливість Деннсу дебютувати за команду в стартовому складі 19 вересня 2002 року в нічийному (1:1) поєдинку Кубку УЄФА проти ЦСКА (Софія). У Прем'єр-лізі дебютував три дні по тому, вийшовши на заміну наприкінці переможного (1:0) поєдинку проти «Лідс Юнайтед». У сезоні 2002/03 років зіграв 6 матчів у футболці «Блекберн Роверз».
Напередодні старту сезону 2003/04 років було вирішено віддати Нілла в оренду, щоб молодий гравець отримав досвід виступів у першій команді. 4 серпня 2003 року півзахисник відправився в 1-місячну оренду до представника Другого дивізіону ФК «Блекпул», яку згодом продовжили ще на 3 місяці. Вийшов у стартовому складі програного (0:5) виїзного поєдинку 1-о туру Другого дивізіону проти «Квінз Парк Рейнджерс», проте вже наприкінці наступного переможного (3:2) поєдинку проти «Вікем Вондерерз» отримав другу жовту картку за затримку часу. Його дебютний гол (ударом зі 40 ярдів) за нову команду поклав початок камбеку «Блекпула», який на той час програвав з рахунком 0:2, проте зумів вирвати перемогу (3:2) в «Олдем Атлетік». 20 вересня в поєдинку проти «Стокпорт Каунті» знову отримав дві жовті картки, проте вже в своєму наступному матчі (переможному, 2:1) проти «Ноттс Каунті» відзначився голом. Незважаючи на бажання головного тренера «Блекпула» Стіва Макмагона, одноклубників та партнера по оренді в «Блекберн» Джонатана Дугласа залишити в команді Нілла, керівництво клубу через три місяці вирішило розпрощатися з футболістом.
Деннс «вирвав своє серце» за 16 хвилин до фінального свистка (як виявилося, в останньому матчі за «Блекберн Роверса») 10 січня 2004 року в програному (3:4) поєдинку проти «Болтон Вондерерз». У березні того ж року приєднався до іншого представника Другого дивізіону, «Гартлпул Юнайтед». Спочатку перейшов в 1-місячну оренду, яку згодом продовжили до завершення сезону, дебютував за нову команду в програному поєдинку проти «Квінз Парк Рейнджерс». У команді швидко став гравцем основи, а в квітні відзначився голом у воротах «Рексема», чим допоміг «Гартпулу» потрапити до плей-оф. Зіграв в обох півфінальних матчах плей-оф, в якому «Юнайтед» з загальним рахунком 2:3 поступилися «Бристоль Сіті», незважаючи на те, що за 3 хвилини до завершення матчу вели в рахунку (2:1).

### «Колчестер Юнайтед»
У вересні 2004 року відправився в оренду до представника Першої ліги «Колчестер Юнайтед», де повинен був замінити травмованого футболіста. Дебютував за нову команду 11 вересня в переможному (3:1) поєдинку чемпіонату проти «Борнмута», а 4 жовтня відзначився двома забитими м'ячами в переможному (2:1) поєдинку проти «Порт Вейл». Орендну угоду було продовжено ще на місяць, а Деннс став гравцем основного складу, за який відзначився 4-а голами в 13-и матчах.
У грудні того ж року, через відсутність можливості проявити себе в «Блекберн Роверз», Нілл повернувся до «Колчестера» за символічну суму, згодом стало відомо що цей перехід обійшовся «Юнайтед» у суму 15 000 фунтів стерлінгів, гравець підписав 1,5-річний контракт, проте «Блекберн» зберіг за собою право на 30 % суми, отриманої від наступного продажу гравця. Після повернення швидко відвоював місце в стартовому складі: відзначився того сезону 8-а голами, в тому числі й оформив дубль у березні 2005 року в переможному (2:1) поєдинку проти «Стокпорт Каунті», а також 36 разів виходив на поле в «стартовій одинадцятці». У лютому 2005 року під час матчу з «Транмер Роверз» коментатор господарів поля розповідаючи Деннса, використовував расистську термінологію; згодом його звільнили.
У стартовому матчі сезону 2005/06 років Нілл відзначився голом у воротах «Джиллінгема», проте «Колчестер» поступився з рахунком 1:2. Більшу частину вересня пропустив через травму живота, тому гаянцю знадобився час, щоб повернутися до оптимальної форми, проте вже в січні відкрив лік забитим м'ячам у сезоні, у тому числі відзначився «дублем» у воротах «Дербі Каунті», чим допоміг «Колчестеру» вийти до 5-о раунду кубку Англії, а також привернув до себе увагу клубів з вищих дивізіонів. Однак Деннс заявив, що прогрес «Колчестера» дозволив і самому гравцеві розвиватися, прои цьому не залишаючи команду  (через 13 років Нілл подякував клубу за те, що той надав можливість самому футболістові «засяяти»), а телетрансляція протистояння з «Челсі» в кубку країни «може стати початком ще однієї великої можливості». Він «зберігав квиток Колчестера» на матч-перегравання, а також відіграв ключову роль у виході «Юнайтед» до другого дивізіону англійського чемпіонату (вперше в історії клубу). Завдяки вдалій грі потрапив до Команди року Ліги 1.

### «Бірмінгем Сіті»
19 червня 2006 року підписав 3-річний контракт з «Бірмінгем Сіті», який напередодні цього вилетів з Прем'єр-ліги. Сума трансфера склала 500 000 фунтів, а з урахуванням бонусів — 850 000. Він визнав, що «чудово провів час у Колчестері, але коли до тебе приходить клуб величиною як Бірмінгем, важко сказати „ні“». Дебютував за команду в першому ж матчі свого нового клубу, проти «Колчестера» (2:1), в якому допоміг клубу з Бірмінгема відзначитися першим голом. У першій частині був гравцем основного складу, виходив на поле у стартовому складі, або з лави для запасних, також відзначився 3-а голами. Відзначився голом після того як Себастьян Ларссон у поєдинку проти «Ньюкасл Юнайтед» зрівняв рахунок у матчі, чим допоміг команді подолати перевести третій раунд Кубка Англії на Сент-Джеймський парк, в якому «Бірмінгем» виграв з рахунком 5:1. У другій частині сезону втратив своє місце в основі команди, зігравши лише 1 матч у стартовому складі та 5 разів виходив на футбольне поле з лави для запасних:; незважаючи на це пропозиції клубу «Ноттінгем Форест» взяти Нілла в оренду або викупити його контракт були відхилені. Повернувся до стартового складу на початку квітня, проте сезон для Деннса закінчився після того як гаянець отримав вилучення по завершенні матчу проти «Барнслі» за участь у масовій бійці по завершенні поєдинку; відбув триматчеву дискваліфікацію, після чого до поєдинків за участі клубу не допускався, незважаючи на це «Бірмінгем» виграв 4 з 5-и останніх матчів, посів 2-е місце та виборов право повернутися до Прем'єр-ліги.
Данс поборотися за місце в Бірмінгемі на сезон 2007/08 років, намагався втішити інших гравців, які повернулися до складу команди після тривалих періодів відсутності у першій команді, наполегливо працювали над вмінням відбору м'яча на позиції півзахисника, проте в нього нічого не вийшло. Під керівництвом Стіва Брюса двічі виходив на заміну в поєдинках Прем'єр-ліги та двічі з'являвся на полі в стартовому складі в матчах Кубку Ліги, проте під керівництвом Алекса Макліша не зіграв жодного офіційного матчу, а згодом шотландець порадив йому шукати інший колектив, де Деннс зможе грати в першій команді.

### «Крістал Пелес»
22 січня 2018 року підписав 3,5-річний контракт з «Крістал Пелес». Сума відступних склала 600 000 фунтів, проте ця сума могла зрости до 850 000 фунтів у разі, якщо клуб вийшов би до Прем'єр-ліги. Дебютував за нову команду 4 лютого в нічийному поєдинку проти «Саутгемптона». Протягом місяця двічі виходив у стартовому складі «Пелес», після чого отримав травму паху, через що знаходився поза футболом до 4 жовтня. Повернувся на футбольне поле напередодні початку другого тайму поєдинку проти «Нотінгем Форест», в якому допоміг на останніх хвилинах відзначитися переможним голом партнеру по команді, Шефкі Кучі. Проте повернувся гаянець ненадовго: зіграв два матчі, після чого отримав травму щиколотки, через що пропустив декілька місяців. Ніллу знадобилося багато часу, щоб набрати оптимальної форми. За підсумками сезону зіграв 23 матчі та відзначився трьома голами, у тому числі в переможному (3:1) матчі проти «Плімут Аргайл» (єдиним голом «Аргайл» відзначився саме після помилки Деннса), а також у березні в стратегічно важливому поєдинку проти «Престон Норт-Енд».
Сезон 2009/10 років розпочав серед гравців стартової одинадцятки й переважно залишався в цій групі. Асистував партнерам по команді, відзначився декількома голами й поступово ставав одним з провідних гравців команди, це стало можливим завдяки тому, що головний тренер клубу Ніл Ворнок навчив команду грати в такому стилі, який відповідав сильним сторонам Нілла. Під час січневого трансферного вікна 2010 року «Крістал Пелес» потрапив під адміністрування, також клуб позбавили в турнірній таблиці 10 очок, через що він опустився до зони вильоту. Адміністрація прийняла пропозицію по Деннсу від «Саутгемптона», проте гравець навідріз відмовився від переходу. Ворнок закликав його «активізуватися та брати на себе обов'язки бомбардира» після відходу з команди Віктора Мозеса, й гравець намагався не розчарувати наставника. Відзначився дублем у переможному (2:0) поєдинку проти «Пітерборо Юнайтед», став автором голу наприкінці матчу проти «Сканторп Юнайтед», а згодом відзначився ще двома голами, таким чином, забивши в сезоні 8 голів. Однак у передостанньому матчі сезону, нічийному (1:1) проти «Вест-Бромвіч Альбіон», Деннс отримав вилучення за нанесення удару в голову Грему Доррансу, через що отримав дискваліфікацію на матч проти «Шеффілд Венсдей», в якому «Пелес» потрібно було здобути очко, щоб уникнути пониження в класі. Матч завершився внічию, а «Венсдей» вилетів до нижчого дивізіону. Деннса номінували на звання «Найкращий гравець року „Пелес“» — за «його швидкість роботи та майстерність, [які] були основними причинами, чому «Пелес» залишився», — проте програв у цій боротьбі своєму одноклубнику, воротар. Хуліану Спероні.
Відбувши дискваліфікацію, Нілл відзначився голом на останніх хвилинах у воротах «Іпсвіч Таун», а в середині вересня реалізував пенальті, після чого відзначився ще одним голом, чим доповнив хет-трик Джеймса Вона у ворота «Портсмута». Швидко одужав від пошкодження медіальних зв’язок наприкінці місяця й незабаром повернувся до колишньої форми. У зв'язку з наближенням терміну завершення контракту Нілла з «Пелес» у ЗМІ розгорнулася дискусія про доцільність перепідписання контракту з гаянцем. Зокрема в одній з місцевих газет висловлювалася доумка, що гравець «не викладався на 110 %» та список гравців, які повинні стати пріоритетними для нового наставника «Крістал» Дугі Фрідмена, щоб повернути «ту ж мелодію гри». Футболіст виклав тривалу відповідь через соціальні медіа, відкинувши будь-які припущення про те, що він не віддається повністю в матчах за клуб, або що нещодавно отримана травма спини є хронічною та не дозволить йому пройти медичний огляд. Після одужання від травми повернувся на футбольне поле, зіграв 14 матчів (загалом у футболці клубу зіграв 114 поєдинків), в останньому з яких, ще не підписавши нову угоду, відзначився єдиним переможним голом у воротах «Лідс Юнайтед», завдяки чому клуб зберіг своє місце в Чемпіоншипі. По завершенні сезону номінований на звання «Найкращий гравець року в „Крістал Пелес“», а також отримав від віце-президента клубу премію «Гравець року».

### «Лестер Сіті» та оренди
До Нілла проявляв інтерес представник шотландської Прем'єр-ліги «Рейнджерс», повідомлялося також, що сторони близькі до узгодження контракту. Проте в підсумку Деннс підписав 3-річний контракт з представником Чемпіоншипу «Лестер Сіті», який тренував Свен-Йоран Ерікссон. Контракт повинен був розпочати дію з 1 липня, після завершення угоди з «Крістал Пелес». Дебютував у команді в переможному (1:0) поєдинку 1-о туру чемпіонату проти «Ковентрі Сіті», а першим голом за «лисиць» відзначився в програному поєдинку Кубку ліги проти «Бері». став гравцем основної обойми під час роботи як Ерікссона, так і його попередника, Найджела Пірсона. Дебютним голом за «лисиць» у Чемпіоншипі відзначився в листопаді в переможному (2:0) поєдинку проти «Блекпулу»; наступним голом відзначився в переможному (2:1) поєдинку проти іншого свого колишнього клубу, «Крістал Пелес», де також виконав штрафний удар, після якого «Лестер» забив вдруге. У лютому та березні відзначився ще 3-а голами, а 24 березня в поєдинку проти колишнього клубу Пірсона, «Галл Сіті», за відсутності Річі Велленса, вивів на футбольне поле «Лестер» з капітанською пов'язкою. На 57-й хвилині отримав видалення за небезпечний відбір м'яча у Пола Маккени з «Галл», після чого не грав за «городян» у решті матчів сезону.
На початку сезону 2012/13 років зіграв 14 хвилин у Чемпіоншипі та 2 поєдинки в Кубку ліги, проте ці матчі виявилися останніми для Нілла у футболці «Лестера», а 14 листопада гаянець відправився в 1-місячну оренду до «Бристоль Сіті». Через три дін після переходу дебютував за нову команду в поєдинку проти «Блекпула», а в другома матчі, він допоміг відзначитися голом Стівеном Пірсоном, який перервав 11-матчеву безвиграшну серію, перемогою (3:1) над «Мідлсбро». Його оренда була продовжена ще на один місяць, за цей чаас Деннс відзначився 2-а голами в 9-и матчах, після чого повернувся у «Лестер». Головний тренер «Бристоль Сіті» Дерек Макінесс бажав зберегти Нілла в команді шляхом продовження оренди, або через придбання гравця на постійній основі, проте замість цього гаянець відправився в оренду до завершення наступного сезону до складу іншого представника Чемпіоншипу, «Гаддерсфілд Таун»
У своєму дебютному матчі «вийшов на заміну, спочатку на позицію правого захисника, а після замінив [Олівера] Норвуда, який грав виважено, але часто помилявся, переведений у центр поля», «Гаддерсфілд» зіграв внічию проти «Бірмінгем Сіті». Став стабільним гравцем стартової 11-и, а його команду уникла вильоту до Першої ліги. У футболці «Гаддерсфілду» зіграв 17 матчів у чемпіонаті, в яких відзначився 2-а голами, перший з яких припав на програне (1:2) Вест-Йоркширське дербі проти «Лідс Юнайтед», а другий — на нічийний поєдинок проти «Петерборо». Проте Нілл отримав травму коліна, через що пропустив 3 останні матчі чемпіонату.
У січні 2013 року Деннс відхилив можливість компромісу з Найджелом Пірсоном і заявив, що його виключення з «Лестеру» було потаємним та несправедливим. На початку сезону 2013/14 років Пірсон зазначив, що «Лестеру» пощастило мати «якісних варіантів для центру півзахисту», а Нілл отримає можливість виступати в першій команді будь-якого іншого клубу

### «Болтон Вондерерз»

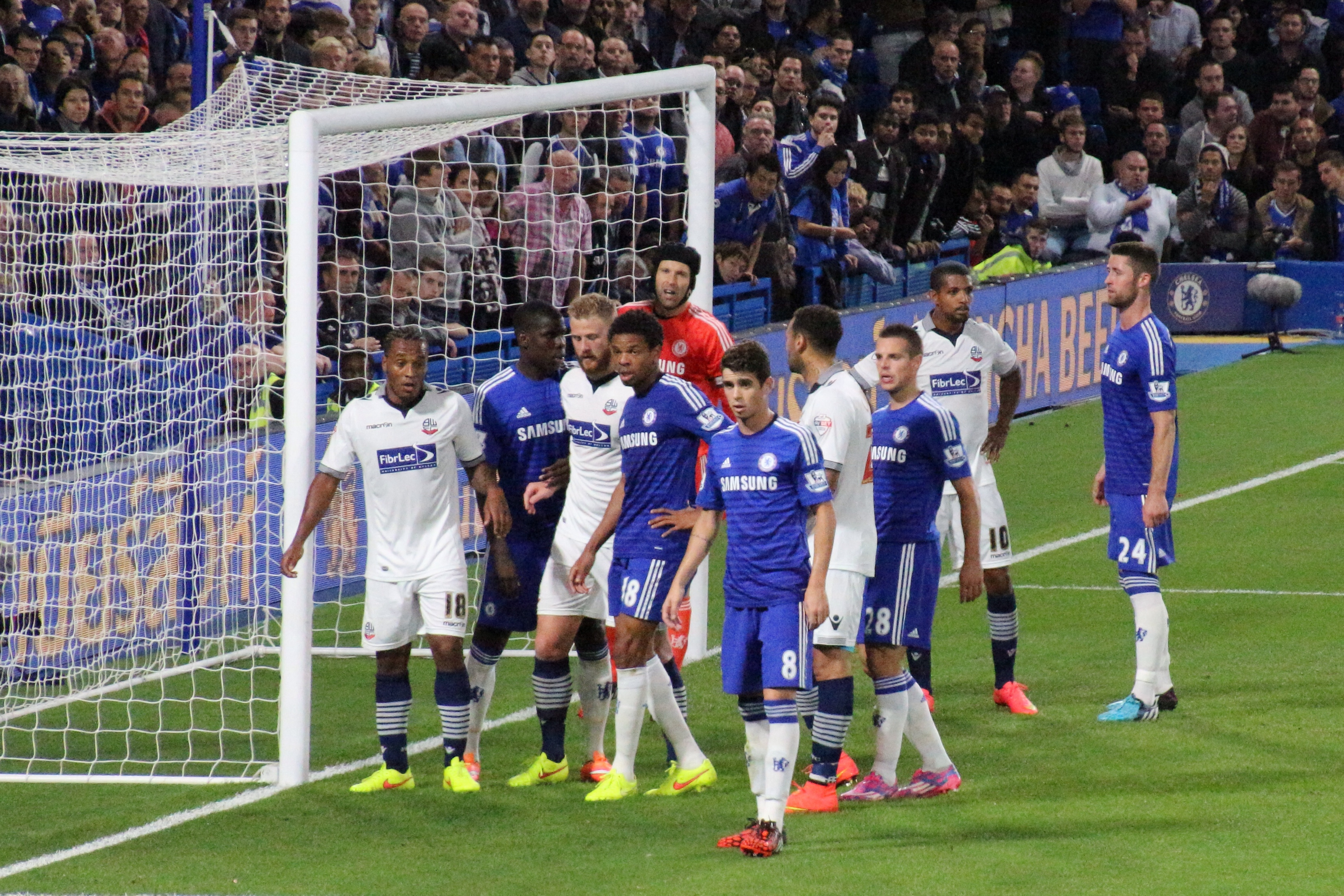
Денс (дальній ліворуч) у 2014 році під час мату «Болтон Вондерерз» у Кубку ліги проти «Челсі»

26 вересня 2013 року уклав орендний контракт з клубом «Болтон Вондерерз», який тренував, добре знайомий Деннсу по роботі в «Крістал Пелес» Дугі Фрідман. Більшість часу, проведеного у складі «Болтона», був основним гравцем команди. Дебютував у футболці «Вондерерз» 1 жовтня в нічийному (0:0) поєдинку проти «Блекпула», а вже в наступному турі проти «Бірмінгема», відзначився дебютним голом, який приніс «Болтону» першу перемогу в новому сезоні. Незабаром став у команді основним гравцем і за три місяці відзначився 4-а голами в 13-и поєдинках. Фрідман захоплювався стилем гри новачка, його здатністю адаптувати свій стиль гри до ситуації в матчі, а також тим, як «він знімає тебе з місця та змушує щось статися», гравець також був непроти залишитися в команді, якщо в «Лестера» не будуть на нього інші плани.
3 січня 2014 року приєднався до «Болтона» на правах оренди до завершення сезону. У лютому та березні відзначався по голу у кожному з переможних матчів його клубу. Наприкінці квітня підписав з «Болтоном» 1-річний контракт, який повинен був вступити в силу з 1 червня, по завершенні угоди з «Лестером». Підкреслюючи його швидкість роботи, динамізм та позитивне ставлення, що є прикладом до «молодших, голодних гравців», що визначаються пріоритетом менеджера, Bolton News припустив, що «Фрідман, можливо, вже зробив найважливіший підписання літа».
В умовах потужної конкуренції за місце в улюбленій схемі Фрідмана 4–2–3–1 (яку він найчастіше застосовував), Деннс розпочав сезон 2014/15 років на лаві для запасних у програному (0:3) поєдинку проти «Вотфорда». По завершенні дискваліфікації Марка Девіса, у першому раунді кубку Ліги проти «Бері» з Другої ліги, у додатковий час відзначився двом голами, чим схилив шальки терезів на свою користь. Вийшов на поле в стартовому складі наступного матчу Чемпіоншипу, після чого став гравцем основи на решту сезону. Граючи праворуч від звичної для себе позиції, під керівництвом нового наставника, Ніла Леннона, 25 жовтня Деннс відзначився голом у переможному (3:1) поєдинку проти «Брентфорда», допоки Леннон не повернувся до схеми, яку використовував його попередник, проте надав більше свободи атакувальним гравцям. У січні 2015 року Леннон назвав Нілла та Даррена Претлі «головними» для стилю гри, який сповідувала його команда. Проте травма останнього з вище вказаних гравців негативно вплинула на форму Деннса.
Наприкінці січня  гаянець підписав з клубом новий 1-річний контракт. У третьому раунді кубку Англії вивів партнерів по команді на поле з капітанською пов'язкою, у четвортому раунді отримав вилучення, а «Болтон» не втримав перевагу в один гол над «Ліверпулем». Незабаром після цього отримав 10-у жовту картку в сезоні, в зв'язку з чим відбував двоматчеву дискваліфікацію. У квітні Деннса та Баррі Баннана «відсторонили на невизначений термін» та оштрафували на суму 2-тижневої заробітної плати за скандал у нетверезому стан в готелі клубу; вибачившись перед усіма зацікавленими сторонами, вони пропустили лише один матч, перш ніж Леннон повернув їх до команди. Того сезону Нілл зіграв 47 матчів у всіх турнірах.
Припускали, що після травми Даррена Претлі Деннса оберуть новим капітаном команди, проте цього не сталося. Дебютним голом у новому сезоні відзначився 26 вересня 2015 року в нічийному (2:2) поєдинку проти «Брайтон енд Гоув Альбіон», окрім цього Джеймі Мерфі отримав червону картку за порушення правил проти гаянця. Звинувачення у симуляції змусили гравця поділитися фотографіями травмованого місця. У першій частині сезону отримував регулярну ігрову практику, проте в другій частині — не завжди потрапляв на лаву запасних, а інколи був відсутній і в заявках на матчі. У стартовому складі команди не грав до 9 квітня 2015 року, коли «Болтон» поступився «Дербі Каунті» та оформив пониження в класі, а Леннона звільнили з займаної посади. Зіграв 81 матч у футболці «Вондерерз», а по завершенні терміну дії контракту з гравцем новоїй угоди вирішили не укладати та відпустити вільним агентом.

### «Бері» та оренда
По завершенні перегляду, 21 липня 2016 року Деннс підписав 2-річний контракт з представником Першої ліги «Бері». Дебютним голом у новій команді відзначився в переможному (2:0) поєдинку проти «Чарльтон Атлетік», проте через 10 днів отримав травму ноги, через яку не тренувався один місяць. Після повернення відзначився голом (реалізувавши пенальті) 18 жовтня в програному (1:2) домашньому поєдинку проти «Вімблдону». Своє чергове видалення отримав у грудні в поєдинку проти «Бристоль Роверз» в неігровому епізоді, за що отримав 3-матчеву дискваліфікацію, другу половину сезону провів в оренді в «Блекпулі» з Другої ліги
У новій команді дебютував 4 лютого 2017 року в нічийному (1:1) поєдинку проти «Колчестер Юнайтед», проте вже наступного тижня отримав важку травму підколінного суглобу, через що пропустив 6 матчів. У решті матчів регулярно виходив на поле, а в останньому матчі регулярної частини чемпіонату, проти «Лейтон Орієнт» (3:1) відзначився голом, чим допоміг команді вийти до плей-оф. Деннс зіграв в обох півфінальних матчах, а у вирішальному поєдинку допоміг обіграти «Ексетер Сіті» та вийти до Першої ліги.
Напередодні сезону старту сезону 2017/18 років головний тренер Лі Кларк повідомив Ніллу, що не може гарантувати йому місця в стартовому складі, тому гаянець може самостійно шукати собі нову команду. Спочатку йому не дали номер у команді та відсторонили від тренувань з головною командою, проте, незважаючи на вище вказані обставини, Нілл вирішив залишитися в «Бері». Незважаючи на виступи в стартовому складі клубу в Трофеї ФЛ та три подинки (один — у стартовому складі) у вересні в національному чемпіонаті, Нілл продовжував грати в команді. Проте після цього Кларка звільнили з займаної посади. новим виконувачем обов'язків головного тренера призначили Раяна Лава, який повернув гаянця до першої команди. 11 листопада відзначився єдиним голом за сезон, у воротах «Джиллінгема», проте наступного тижня травмував підколінний сезон, через що не грав до кінця 2017 року. Через травму Деннс почав замислюватися про завершення кар'єри, проте Лав призначив гаянця капітаном команди й Нілл вирішив продовжувати кар'єру гравця. У лютому та березні відзначився 3-а голами, проте вже за 4 тури до завершення чемпіонату було відомо, що наступний сезон «Бері» розпочне в Другій лізі. Незважаючи на це, наприкінці сезону Нілл підписав з клубом новий 1-річний контракт.
У сезоні 2018/19 років знову був капітаном команди. Дебютним голом у новому сезоні відзначився 3 листопада в переможному (4:1) поєдинку проти «Маклсфілд Таун». Після цього Лав зазначив, що йому приємно за те, що наполеглива праця Нілла була винагороджена. Проте згодом випав зі складу «Бері», через травму та реабілітацію, пов'язану з відновленням, а також через виступи за національну збірну Гаяни, проте завершив чемпіонат з 34-а (з них 28 — у стартовому складі) зіграними поєдинками, і незважаючи на фінансові негаразди в клубі, петиції від гравців та технічного персоналу через затримки з виплатою або невиплату заробітної плати, клуб виборов путівку до Першої ліги.
Після повернення Нілла з табору національної збірної, фінансове становище клубу погіршилося. Після перенесення АФЛ 6-и матчів клубів та очікування доказів життєздатності від керівництва команди, 27 серпня 2019 року «Бері» виключили з чемпіонату. Під час інтерв'ю радіостанції «Талкспорт», Деннс дуже критично висловився щодо поведінки власника, який, на його думку, «буквально знищив життя» через власну неспроможність забезпечити функціонування клубу належним чином.

### «Транмер Роверз»
Після зняття «Бері» з чемпіонату став вільним агентом. 19 вересня 2019 року підписав контракт до завершення сезону з представником Першої ліги «Транмер Роверз». Станом на 19 січня 2020 року відіграв за клуб з Ліверпуля 14 матчів в національному чемпіонаті.

## Виступи за збірну
У березні 2015 року викликаний на товариські матчі національної збірної Гаяни проти Гренади та Сент-Люсії. Отримав можливість виступати за збірну завдяки дідусю. Дебютував у складі Гаяни 29 березня, відзначившись двома голами в переможному (2:0) поєдинку проти Гренади. Пропустив перший матч кваліфікації чемпіонату світу 2018 року проти Сент-Вінсенту і Гренадин, оскільки не встиг вчасно продовжити дію гаянського паспорту. В наступному поєдинку збірної (4:4) відзначився двома голами, проте Гаяна поступилася суперникам через пропущені вдома м'ячі.
Деннс відзначився голом у нічийному (2:3) поєдинку кваліфікації Ліги націй КОНКАКАФ 2019/20 (також як кваліфікаційний турнір до Золотого кубку КОНКАКАФ) проти Барбадосу. Виводив Гаяну на футбольне поле з капітанською пов'язкою 20 листопада, де відзначився голом у програному (1:2) поєдинку кваліфікації Золотого кубку проти Французької Гвіани. Поразка в цьому поєдинку позбавила Гаяну шансів вийти до фінальної частини Золотого кубку КОНКАКАФ. ТИм не менше, КОНКАКАФ присудив Гаяні технічну перемогу (3:0) над Барбадосом, оскільки суперники гаянців випустили на поле незареєстрованого гравця, а це означало, що перемоги над Белізом було достатньо для того, щоб вперше в історії кваліфікуватися до фінальної частини Золотого кубку. Нілл відзначився голом з пенальті, а також не реалізував другий 11-метровий удар, у переможному (2:1) поєдинку 
Отримав виклик для участі в Золотому кубку КОНКАКАФ 2019 року, зіграв у всіх трьох матчах своєї збірної на груповому етапі та відзначився 3-а голами. У другому матчі відзначився двома реалізованими пенальті в програному (2:4) поєдинку проти Панами, за підсумками якого Гаяна вибула з турніру, а в третьому поєдинку «після вдалого дриблінгу з лівого кута 11-метрового штрафного майданчика увірвався до його центру, та потужно пробив у правий верхній кут» в нічийному (1:1) поєдинку проти Тринідаду і Тобаго. Потрапив до символічної «Золотої 11-и».

## Статистика виступів

### Клубна

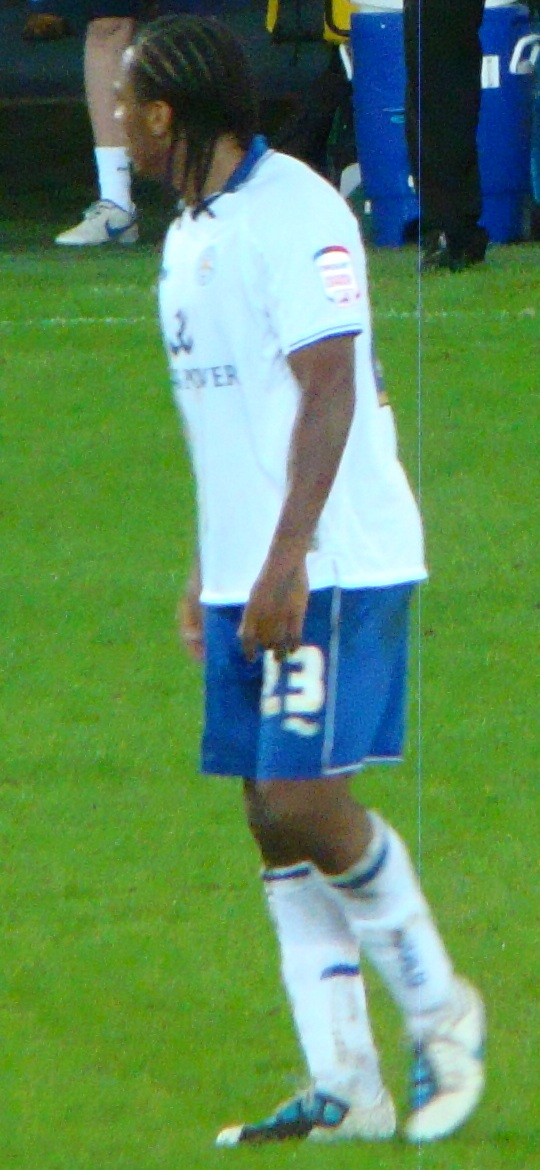
Деннс у футболці «Лестера»

Станом на 7 грудня 2019
| Клуб                        | Сезон             | Ліга              | Ліга  | Ліга | Кубок ФА | Кубок ФА | Кубок ФЛ | Кубок ФЛ | Інші  | Інші | Загалом | Загалом |
| Клуб                        | Сезон             | Дивізіон          | Матчі | Голи | Матчі    | Голи     | Матчі    | Голи     | Матчі | Голи | Матчі   | Голи    |
| --------------------------- | ----------------- | ----------------- | ----- | ---- | -------- | -------- | -------- | -------- | ----- | ---- | ------- | ------- |
| «Блекберн Роверз»           | 2002–03           | Прем'єр-ліга      | 2     | 0    | 1        | 0        | 2        | 0        | 1     | 0    | 6       | 0       |
| «Блекберн Роверз»           | 2003–04           | Прем'єр-ліга      | 1     | 0    | 0        | 0        | —        | —        | —     | —    | 1       | 0       |
| «Блекберн Роверз»           | 2004–05           | Прем'єр-ліга      | 0     | 0    | —        | —        | —        | —        | —     | —    | 0       | 0       |
| «Блекберн Роверз»           | Загалом           | Загалом           | 3     | 0    | 1        | 0        | 2        | 0        | 1     | 0    | 7       | 0       |
| «Блекпул» (оренда)          | 2003–04           | Другий дивізіон   | 12    | 2    | —        | —        | 2        | 0        | 1     | 0    | 15      | 2       |
| «Гартлпул Юнайтед» (оренда) | 2003–04           | Second Division   | 9     | 1    | —        | —        | —        | —        | 2     | 0    | 11      | 1       |
| «Колчестер Юнайтед»         | 2004–05           | Перша ліга        | 32    | 11   | 1        | 0        | 2        | 1        | 1     | 0    | 36      | 12      |
| «Колчестер Юнайтед»         | 2005–06           | Перша ліга        | 41    | 8    | 5        | 5        | 1        | 0        | 4     | 3    | 51      | 16      |
| «Колчестер Юнайтед»         | Загалом           | Загалом           | 73    | 19   | 6        | 5        | 3        | 1        | 5     | 3    | 87      | 28      |
| «Бірмінгем Сіті»            | 2006–07           | Чемпіоншип        | 29    | 3    | 3        | 0        | 3        | 0        | —     | —    | 35      | 3       |
| «Бірмінгем Сіті»            | 2007–08           | Прем'єр-ліга      | 2     | 0    | 0        | 0        | 2        | 0        | —     | —    | 4       | 0       |
| «Бірмінгем Сіті»            | Загалом           | Загалом           | 31    | 3    | 3        | 0        | 5        | 0        | —     | —    | 39      | 3       |
| «Крістал Пелес»             | 2007–08           | Чемпіоншип        | 4     | 0    | —        | —        | —        | —        | 0     | 0    | 4       | 0       |
| «Крістал Пелес»             | 2008–09           | Чемпіоншип        | 20    | 2    | 3        | 1        | 0        | 0        | —     | —    | 23      | 3       |
| «Крістал Пелес»             | 2009–10           | Чемпіоншип        | 42    | 8    | 5        | 1        | 2        | 0        | —     | —    | 49      | 9       |
| «Крістал Пелес»             | 2010–11           | Чемпіоншип        | 37    | 8    | 1        | 1        | 0        | 0        | —     | —    | 38      | 9       |
| «Крістал Пелес»             | Загалом           | Загалом           | 103   | 18   | 9        | 3        | 2        | 0        | 0     | 0    | 114     | 21      |
| «Лестер Сіті»               | 2011–12           | Чемпіоншип        | 29    | 5    | 5        | 0        | 3        | 1        | —     | —    | 37      | 6       |
| «Лестер Сіті»               | 2012–13           | Чемпіоншип        | 1     | 0    | 0        | 0        | 2        | 0        | —     | —    | 3       | 0       |
| «Лестер Сіті»               | 2013–14           | Чемпіоншип        | 0     | 0    | —        | —        | 2        | 0        | —     | —    | 2       | 0       |
| «Лестер Сіті»               | Загалом           | Загалом           | 30    | 5    | 5        | 0        | 7        | 1        | —     | —    | 42      | 6       |
| «Бристоль Сіті» (оренда)    | 2012–13           | Чемпіоншип        | 9     | 2    | 0        | 0        | —        | —        | —     | —    | 9       | 2       |
| «Гаддерсфілд Таун» (оренда) | 2012–13           | Чемпіоншип        | 17    | 2    | 1        | 0        | —        | —        | —     | —    | 18      | 2       |
| «Болтон Вондерерз» (оренда) | 2013–14           | Чемпіоншип        | 33    | 6    | 2        | 0        | —        | —        | —     | —    | 35      | 6       |
| «Болтон Вондерерз»          | 2014–15           | Чемпіоншип        | 41    | 1    | 3        | 0        | 3        | 2        | —     | —    | 47      | 3       |
| «Болтон Вондерерз»          | 2015–16           | Чемпіоншип        | 32    | 2    | 1        | 0        | 1        | 0        | —     | —    | 34      | 2       |
| «Болтон Вондерерз»          | Загалом           | Загалом           | 106   | 9    | 6        | 0        | 4        | 2        | —     | —    | 116     | 11      |
| «Бері»                      | 2016–17           | Перша ліга        | 18    | 2    | 2        | 0        | 0        | 0        | 1     | 0    | 21      | 2       |
| «Бері»                      | 2017–18           | Перша ліга        | 25    | 5    | 1        | 0        | 0        | 0        | 2     | 0    | 28      | 5       |
| «Бері»                      | 2018–19           | Друга ліга        | 34    | 2    | 2        | 0        | 0        | 0        | 3     | 0    | 39      | 2       |
| «Бері»                      | Загалом           | Загалом           | 77    | 9    | 5        | 0        | 0        | 0        | 6     | 0    | 88      | 9       |
| «Блекпул» (оренда)          | 2016–17           | Друга ліга        | 13    | 2    | —        | —        | —        | —        | 3     | 0    | 16      | 2       |
| «Транмер Роверз»            | 2019–20           | Друга ліга        | 7     | 0    | 2        | 0        | —        | —        | 1     | 0    | 10      | 0       |
| Усього за кар'єру           | Усього за кар'єру | Усього за кар'єру | 490   | 72   | 38       | 8        | 25       | 4        | 19    | 3    | 572     | 87      |

1. ↑  Матчі(і) в Кубку УЄФА
2. 1 2 3  Матч(і) в Трофеї ФЛ
3. ↑  Матчі в плей-оф Другого дивізіону
4. ↑  Провів частину сезону в оренді з «Блекберн Роверз».
5. ↑  Soccerbase припусує м'яч Деннса, забитий 25 квітня у ворота «Лідс Юнайтед», іншому футболісту.[35][93]
6. 1 2 3 4  Матч(і) в Трофеї ФЛ
7. ↑  Матчі в плей-оф Другої ліги

### Голи в збірній
Рахунок та результат збірної Гаяни в таблиці подано на першому місці.
| № | Дата              | Місце                                                     | Суперник                 | Рахунок | Результат | Змагання                                  |
| - | ----------------- | --------------------------------------------------------- | ------------------------ | ------- | --------- | ----------------------------------------- |
| 1 | 14 червня 2015    | Провіденс Стедіум, Провіденс, Гаяна                       | Сент-Вінсент і Гренадини | 2–2     | 4–4       | кваліфікація ЧС 2018                      |
| 2 | 14 червня 2015    | Провіденс Стедіум, Провіденс, Гаяна                       | Сент-Вінсент і Гренадини | 4–4     | 4–4       | кваліфікація ЧС 2018                      |
| 3 | 22 березня 2016   | Провіденс Стедіум, Провіденс, Гаяна                       | Ангілья                  | 4–0     | 7–0       | кваліфікація Карибського кубку 2017       |
| 4 | 6 вересня 2018    | Синтетик Трек енд Філд Фасиліті, Леонора, Гаяна           | Барбадос                 | 2–2     | 2–2       | кваліфікація Кубку націй КОНКАКАФ 2019-20 |
| 5 | 20 листопада 2018 | Стад Мунісіпаль др. Арман Лама, Каєнна, Французька Гвіана | Французька Гвіана        | 1–2     | 1–2       | кваліфікація Кубку націй КОНКАКАФ 2019-20 |
| 6 | 23 березня 2019   | Синтетик Трек енд Філд Фасиліті, Леонора, Гаяна           | Беліз                    | 1–0     | 2–1       | кваліфікація Кубку націй КОНКАКАФ 2019-20 |
| 7 | 22 червня 2019    | Фьост Енерджі Стедіум, Клівленд, США                      | Панама                   | 1–1     | 2–4       | Золотий кубок КОНКАКАФ 2019               |
| 8 | 22 червня 2019    | Фьост Енерджі Стедіум, Клівленд, США                      | Панама                   | 2–4     | 2–4       | Золотий кубок КОНКАКАФ 2019               |
| 9 | 26 червня 2019    | Чілдренс Мерсі Парк, Канзас-Сіті, США                     | Тринідад і Тобаго        | 1–0     | 1–1       | Золотий кубок КОНКАКАФ 2019               |

## Особисте життя
Народився в Ліверпулі, в родині Ніла та Карен Деннсів. У Великій Британії відомий підтримкою представниці цієї країни на Євробаченні 198, також був скейтбордистом, який виграв європейський турнір. Деннс виріс у Токстеті, неблагополучному районі, вдячний батькам за те, що підтримували для нього дисципліну та не дали втягнутися до кримінального світу. Виховує трьох дітей; старший, Джейден, виступав в академії «Ліверпуля», за який Нілл вболівав з юнацьких років.
У 2010 році Даннс пройшов курс редагування та продюсування відео в Лондонській академії ЗМІ, кіно та телебачення. Повідомлялося, що він збирався випустити власний сингл, проте згодом відмовився ві цього задуму. У лютому 2010 року на каналі BBC Sport в програмі «The Football League Show» розповідалося про його музичні вподобання та кар'єру. Активний користувач Twitter.

## Досягнення

### Клубні
«Блекберн Роверз»
- Юнацький кубок Англії
  -  Фіналіст (1): 2000/01

«Колчестер Юнайтед»
- Перша ліга
  -  Срібний призер (1): 2005/06

«Бірмінгем Сіті»
- Чемпіоншип
  -  Срібний призер (1): 2006/07[101]

«Блекпул»
- Плей-оф Другої ліги
  -  Чемпіон (1): 2017[72]

«Бері»
- Друга ліга
  -  Срібний призер (1): 2018/19[102]

«Коннас-Кі Номадс»
- Прем'єр-ліга
  -  Чемпіон (1): 2020/21

### Індивідуальні
- Команда року ПФА (1): 2005/06 (Перша ліга)[17]